# Kasteel Będzin
Het koninklijk kasteel Będzin (Pools: Królewski Zamek Będziński) is een kasteel in de Poolse stad Będzin. Het kasteel is gebouwd in gotische stijl en verbonden met overblijfselen van de stadsmuur. Het kasteel ligt aan de Adelaarsnestenroute (Szlak Orlich Gniazd).
De fortificatie van Będzin begon rond het jaar 1000. Dit houten fort werd vernield door de Mongolen in 1241 en vervolgens herbouwd. Tijdens de regering van Casimir de Grote werd het houten fort vervangen door een stenen kasteel, die in 1348 operationeel was. Het was toen de meest westelijk gelegen Poolse militaire buitenpost. Het kasteel werd in 1616 getroffen door brand en 1657 door de Zweedse invasie. Het kasteel raakte in verval en verloor zijn importantie. De koninklijke opzieners bevalen de wederopbouw maar de stad was er niet toe in staat. Na de deling van Polen viel Będzin in Pruisische handen. In 1825 stond het kasteel op instorten. Een gevallen stuk steen trof een voorbijganger en besloten werd het kasteel te slopen maar voordat de sloop ten uitvoer werd gebracht, werd het tot monument verklaard. Na 1830 werd het kasteel deels herbouwd en deed dienst als protestantse kerk. Plannen om er een ziekenhuis of academie te vestigen vonden geen doorgang en het kasteel raakte opnieuw in verval. In de jaren 50 van de 20ste eeuw werd het kasteel herbouwd en er werd een museum in gevestigd (Muzeum Zagłębia).
Belvedèrepaleis · Kasteel Będzin · Bobolice · Chęciny ·  Groene Poort · Koninklijk Kasteel (Warschau) · Lublin · Łazienkipaleis · Łęczyca · Slot Mariënburg · Marywil · Myślewicki-paleis · Niepołomice · Nowy Sącz · Ogrodzieniec · Kazimierzpaleis ·Paleis onder het blikken dak · Piotrków Trybunalski · Koninklijk Paleis (Poznań) · Sandomierz · Sanok · Saksisch Paleis · Tykocin · Ujazdówkasteel · Wawel · Wilanówpaleis